# دارة حث
دارة الحث أو حلقة الحث هي نظام اتصال أو كشف كهرمغناطيسي يستخدم مغناطيسًا متحركًا أو تيارًا متناوبًا لحث تيار كهربائي في سلك قريب. تُستخدم حلقات الحث لإرسال واستقبال إشارات الاتصال، أو للكشف عن الأجسام المعدنية في أجهزة الكشف عن المعادن أو مؤشرات وجود المركبات. الاستخدام الحديث الشائع للحلقات الحثية هو تقديم المساعدة السمعية لمستخدمي المُعينات السمعية.

## التطبيقات

### كشف المركبات

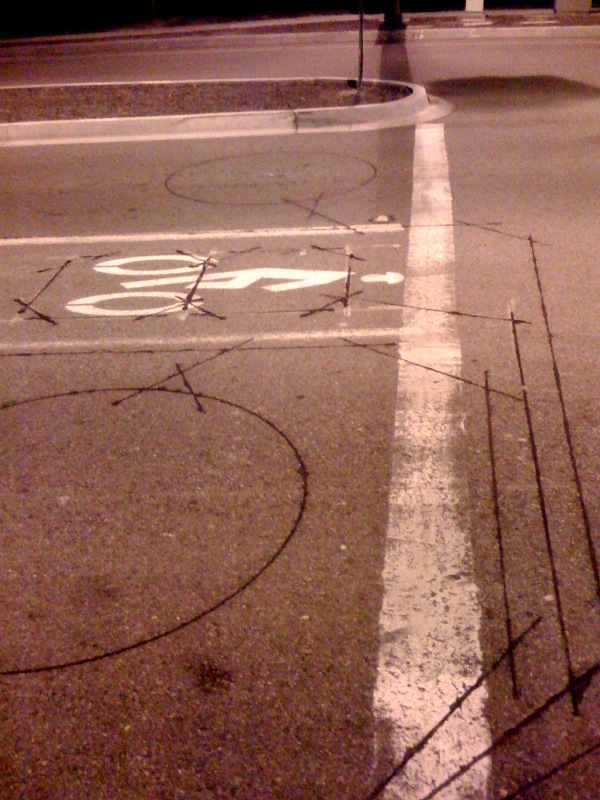
مثال على دارة الحث المثبتة على الطريق للسيارات والدراجات

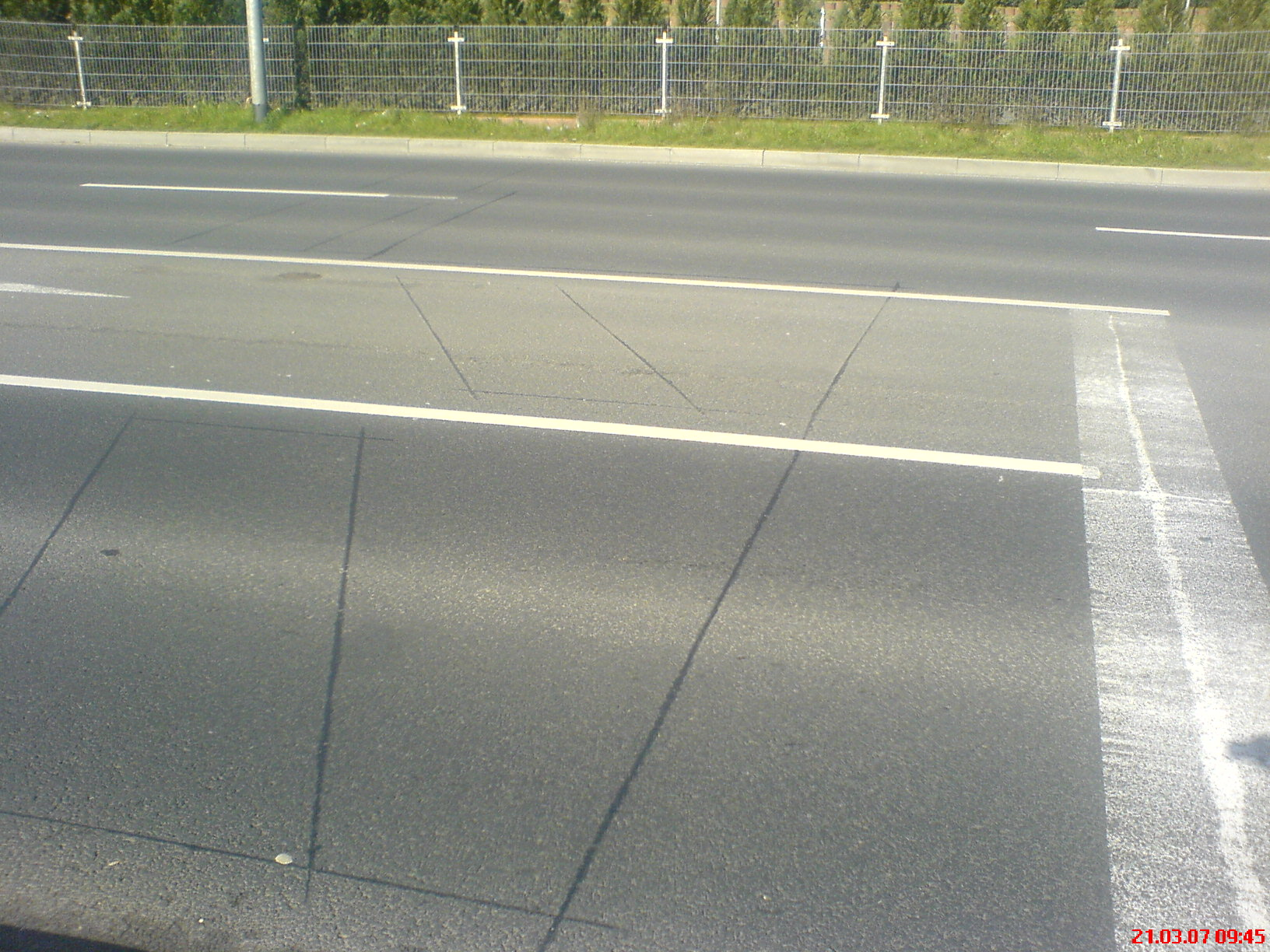
دارة حث محفورة في الإسفلت

يمكن لدارات كشف عن المركبات اكتشاف المركبات التي تمر أو تصل إلى نقطة معينة، على سبيل المثال عند اقترابها من إشارة المرور أو في حركة المرور على الطريق السريع. تُركب دارة معزولة موصلة للكهرباء في إسفلت الشارع. تطبق وحدة الإلكترونيات الطاقة الكهربائية ذات التيار المتردد على دارة السلك بترددات تراوح من 10 كيلو هرتز إلى 200 كيلو هرتز، اعتمادا على النموذج. يتصرف نظام الدارة الحثية تصرف دارة كهربائية مضبوطة يكون فيها سلك الدارة وكبل التوصيل عناصرَ الحث. عندما تمر مركبة فوق الدارة أو تتوقف داخلها، فإن بعض مواد الجسم الحديدية للمركبة تزيد من محاثة الدارة، بنفس مبدأ تضمين قلب معدني داخل ملف الملف اللولبي. ومع ذلك، فإن المعدن المحيطي للمركبة له تأثير معاكس على الحث بسبب التيارات الدوامية التي تُنتج. إن الانخفاض في الحث من التيارات الدوامة يعوض أكثر من الزيادة من الكتلة الحديدية للمحرك، والتأثير الصافي هو انخفاض إجمالي في محاثة الدارة السلكية. يميل الانخفاض في المحاثة إلى تقليل المعاوقة الكهربائية للسلك للتيار المتردد. يؤدي الانخفاض في المعاوقة إلى تشغيل مرحل خرج وحدة الإلكترونيات أو خرج الحالة الصلبة المعزول بصريًا، والذي يرسل نبضة إلى وحدة التحكم في إشارة المرور للإشارة إلى مرور السيارة أو وجودها.
قد تستخدم مباني مواقف السيارات دارات الحث لتتبع حركة المرور (الإشغال) داخل وخارج أو يمكن لبوابات الوصلول وأنظمة التذاكر استخدامها للكشف عن المركبات في حين يستخدم الآخرون أنظمة دليل ومعلومات وقوف السيارات . قد تستخدم السكك الحديدية حلقة تحريضية للكشف عن مرور القطارات بعد نقطة معينة، مثل الدواسة الإلكترونية.

### تصنيف المركبات
وتستخدم دارات الحث لتصنيف أنواع المركبات. يؤدي أخذ عينات من الحلقة بتردد عالٍ إلى الحصول على توقيع فريد لكل مركبة ما يسمح بتصنيف نوع الجسم. 